# Cornelius Leahy
Cornelius („Con”) Leahy (ur. 27 kwietnia 1876 w Cregane, w hrabstwie Limerick, w Irlandii, zm. 18 listopada 1921 w Nowym Jorku) – irlandzki lekkoatleta startujący w barwach Wielkiej Brytanii, srebrny  medalista olimpijski z Londynu z 1908.
Był starszym bratem Patricka Leahy’ego, również medalisty olimpijskiego w lekkoatletyce. Wystąpił na igrzyskach międzyolimpijskich w 1906 w Atenach. Sądził, podobnie jak Peter O’Connor, że będzie reprezentował Irlandię, ale ponieważ Irlandia nie miała narodowego komitetu olimpijskiego, został zarejestrowany jako zawodnik brytyjski. Na igrzyskach zwyciężył w skoku wzwyż skokiem na wysokość 1,775 m i zajął 2. miejsce w trójskoku (za O’Connorem).
Na igrzyskach olimpijskich w 1908 w Londynie zajął 2. miejsce w skoku wzwyż ex aequo z Istvánem Somodim z Węgier i Géo’em André z Francji, wszyscy z wynikiem 1,88 m (zwyciężył Harry Porter ze Stanów Zjednoczonych rezultatem 1,90 m).
Con Leahy był mistrzem Wielkiej Brytanii (AAA) w skoku wzwyż w latach 1905-1908.
W 1909 Patrick i Cornelius Leahy wyemigrowali do Stanów Zjednoczonych, gdzie spędzili resztę życia.

## Rekordy życiowe
- skok wzwyż – 1,954 m (1908)
- skok w dal – 7,21 m (1902)
- trójskok – 15,06 m (1902)